# UniPhier
UniPhier（ユニフィエ）とは、松下電器産業（現パナソニック）が2000年代後半から2010年代前半にかけて展開していたデジタル家電向けの統合プラットフォームの名称である。「Universal Platform for High-quality Image-Enhancing Revolution」の略。
2005年より中村邦夫社長の進めた「ブラックボックス戦略」（技術の囲い込み、内製化）の核となる技術であり、2005年以降における松下の家電事業の躍進と軌を一にして成長したが、重要技術を自社で抱え込んで垂直統合するという「ブラックボックス戦略」が仇となって外販が進まず、2008年以降におけるパナソニックの家電事業の苦境と軌を一にして失墜。デジタル家電統一プラットフォーム開発の成功で松下の家電事業を躍進に導いた中村会長は一転、テレビ敗戦でパナソニックに4000億円の損害を与えた「戦犯」となり、パナソニックは2015年にシステムLSI部門をソシオネクストとして切り離して撤退した。

## 概要
UniPhier（ユニフィエ）とは、CPUとビデオコーデック等を内蔵したシステムLSIと、OSとミドルウェア等から成るソフトウェアプラットフォームで構成されるデジタル家電用の統合プラットフォームである。その名称は、"Universal Platform for High-quality Image Enhancing Revolution"の略である。CPUにはARMアーキテクチャまたはパナソニック独自の32bitアーキテクチャ（AMシリーズ）を採用している。
1990年代後半から2000年代前半までは、携帯電話やDVDレコーダー、デジタルテレビなど各製品群ごとにハードウェアを用意し、そこからマイクロコードやOS、ミドルウェア、アプリケーションソフトウェアなどを個別に開発するという方式を取ってきたが、家電のデジタル化が進むごとにソフトウェア設計の負担が増加し、デジタルテレビが普及する2000年代後半以降にはさらに増加することが想定された。そこで松下電器は、幅広い製品に対応する共通のプラットフォームを構築することによってソフトウェア開発者の負担を軽減することを構想し、松下のシステムLSIをベースとするプラットフォーム「UniPhier」を2004年9月に発表した。設計開発は松下電器の社内カンパニーである「パナソニック株式会社 デバイス社」が担当した。
UniPhierによる統合プラットフォームでは、ベースハードウェアの上に各製品固有なソフトウェアを開発するだけで済むため、ソフトウェア開発効率を高めることができる。UniPhierには、高品位AV（パナソニックの高画質、高音質技術集約）、低消費電力（AV機器の長時間動作）、リアルタイム処理（複数のAV処理でもスムーズ動作）、セキュア機構（AVコンテンツ、個人データ保護）などの特徴があり、低消費電力を求められる携帯電話分野、高性能なコーデック処理を要求されるホームAV機器など、製品分野に最適なシステムLSIとして選択できることを想定していた。UniPhierは2007年以降に外販もなされる予定であったが、まず松下の製品から採用が進められた。
UniPhierプラットフォームは、デジタル家電の高機能化と低コスト化をもたらし、2000年代後半よりパナソニックのみならず家電メーカー各社に採用される想定であった。パナソニックはUniPhierに対して「3年では回収できないくらい、相当な投資を行った」とのことで、積極的に外販も進めていく方針だったが、基本的に家電メーカー各社とも既にプラットフォームを持っていたこともあり、UniPhierの外販がなかなか進まず（三菱や東芝などが一部の機種でレコーダの画像処理エンジンとして採用）、実質的にパナソニックの専用プラットフォームとなった。UniPhierは2005年頃よりパナソニックの携帯電話や薄型テレビなどのデジタル家電に採用され、パナソニックのデジタル家電事業の躍進に繋がったが、リーマンショックの起こった2008年以降、パナソニックの半導体事業と家電事業は共に不振に陥る。
2010年には世界初となる「High-kメタル・ゲートファースト」プロセスを開発するなど、2010年当時はまだ家電の世界最大手であったパナソニックはUniPhier用LSIのために依然として活発なプロセス開発を続けたが、海外メーカーの台頭、2011年のテレビの地上デジタル放送対応完了（地デジ特需の終了）、従来型携帯電話からスマホへのシフト（UniPhierを採用したパナソニックのガラケー事業の終了）などが重なる中、パナソニックのテレビ事業は2009年以降に慢性的な赤字に陥り、パナソニックのテレビ/プレーヤでしか使われない「家電統合プラットフォーム」のために莫大な開発費がかかるシステムLSI事業は、パナソニックのお荷物となった。2013年10月31日、パナソニックは「事業変革の取り組み」と題する文書を発表し、半導体事業を家電市場向けを中心とする物から「車載/産業市場への転地」を発表。UniPhierプラットフォーム構想はこの頃に打ち切られたとみられる。2014年頃にはUniPhierは話題にもならなくなっていた。
2015年、パナソニックは半導体事業の慢性化した赤字を解消するためにシステムLSI事業を切り離し、パナソニックのUniPhierプラットフォームと競合するFR-V/Milbeautプラットフォームを展開していた富士通のLSI事業と合併させたソシオネクストを設立。そのため現在のUniPhierは株式会社ソシオネクストの登録商標となっている（日本第4810847号。ただし読みは「ユニフィアー，ユニファイアー」で登録）。もはや「UniPhier」の名称は用いられていないが、かつてUniPhierプラットフォーム構想で用いられていたシステムLSIの生産は継続している。
ソシオネクストの「お客様の差別化ニーズに応える」カスタムSoC事業は成功し、2010年代後半以降、テレビ・レコーダ向けのUniPhier系SoCは、カメラ向けのMilbeaut系SoCと住み分けする形で展開されている。パナソニックのテレビVIERAやブルーレイプレーヤDIGAなどで使われているほか、パナソニックと似たような家電向け統合プラットフォームを展開していた競合メーカー各社が、似たような経緯で大きな赤字を出して撤退し、2010年代前半にSoCの自社開発を終了したことに伴い、2010年代後半よりソニーやシャープなどかなりのメーカーでUniPhier系SoCが採用されている。ある意味でUniPhierは成功しているとも言える。

## 歴史
2004年9月、UniPhierプラットフォームが発表された。
2005年以降、パナソニックの薄型テレビ「VIERA」に搭載されてていた画質改善エンジン「PEAKSプロセッサ」なども順次UniPhierに統合され、テレビ向けのUniPhier LSIが「PEAKS Pro」としてテレビ「VIERA」やレコーダー「DIGA」などに搭載された。
2006年、ワンセグ放送（2006年開始）に対応した松下の製品P901iTVで、携帯電話としては初めてUniPhierが初めて搭載された。P901iTVの開発中であった2005年当時のUniPhierはまだバグだらけだったが、携帯電話の画面に映ったワンセグ画面は美しく、松下社内でも評価が高かったとのこと。2006年発売のP903iではUniPhierが全面採用され、2007年発売のP905i以降は「VIERAケータイ」と銘打って販売された。
2006年にはスクウェア・エニックスがミドルウェア・SEAD Engine（Square Enix Application on Demand Engine）をUniPhierに提供することを発表。UniPhierにSEAD Engineを統合することにより、デジタル家電において2D／3D表現能力をはじめとしたグラフィックス機能の強化を図るとともに、PCや家庭用ゲーム機、携帯電話などにもシームレスな開発・利用環境を提供できるようになった。
2007年には45nmプロセスで製造された新UniPhierをリリース。
2009年の時点では、UniPhierは専らパナソニックのデジタル家電に採用され、「UniPhierの技術的優位性が、そのまま最終商品の競争力につながっている」と評価されていた。2009年当時のパナソニックのブルーレイプレーヤーを例に挙げると、基板を複数のLSIで構成している競合他社に対し、UniPhierを採用した単一のLSIである「PEAKS　Pro2」を採用したパナソニックの「ブルーレイDIGA」は消費電力が低く、なおかつ高いコスト競争力を持っている、と古池進代表取締役副社長は評価していた。
2010年にはUniPhier用LSIが32nmプロセスに微細化された。UniPhier LSIは世界初となる「High-kメタル・ゲートファースト」プロセスで製造された。
2011年、パナソニックはインターネットに対応したスマートテレビ用のUniPhier（MN2WS0220）を発表。
2014年、パナソニックはUniPhierプラットフォーム用システムLSIを製造していた魚津工場をタワージャズに売却した（後のタワーパートナーズ セミコンダクター）。
2015年、パナソニックはシステムLSI事業を切り離し、富士通のシステムLSI事業と統合したソシオネクストを設立。UniPhierの権利はソシオネクストに引き継がれた。

## プロセッサ

### 携帯電話用
- UniPhier　M

P901iTVに搭載
- UniPhier 3M

P903i、P903iTV、P903iX、P904iなどに搭載
- UniPhier 4M

65nmプロセスで製造されており省電力化されている。また、P905i、P906iなどに搭載
- UniPhier 4MBB+

45nmプロセスで製造されており、HSDPA 7.2Mbpsに対応。P-01Aなどに搭載

### カーAV/ホームAV用
- PH1-Lite II

デジタルテレビ向け。派生LSIとしてPH1-Lite IIS、PH1-Lite IIPが存在
- PH1-Pro(品番：MN2WS0030）

65nmプロセスで製造されている。CPUコアのクロックは300MHz。DMR-BW200などに搭載
- PH1-Pro II(品番：MN2WS0038)

45nmプロセスで製造されており、CPUコアのクロックを350MHzまで向上、H.264HP enc/decを搭載させながら省電力化している。
またメモリはDDR2-800に対応させ、新たに周辺機能としてIEEE1394を統合した。DMR-BW800などに搭載
- PH1-Pro IIP(品番：MN2WS0043)

45nmプロセスで製造されている。BDプレーヤー向け。H.264HPエンコーダが省かれている。
- UniPhier4H-DTV1(品番：MN2WS0052)

45nmプロセスで製造されている。デジタルテレビ向け。グローバル対応、H264デコーダ搭載、HE-AAC対応。
- PH1-Pro 3(品番：MN2WS0140)

45nmマルチVtプロセスで製造されており、CPUコアのクロックは最大500MHzまで向上、従来のキャッシュメモリにあたるL1キャッシュは命令/データ共に2倍の32KBとし、L2キャッシュを128KB内蔵した。
外部メモリはDDR3-1333に対応、周辺機能としてUSBやEthernetコントローラを統合し、シリアルATAとSDカードの同時接続数をそれぞれx2、x3と増やしている。DMR-BWT3000などに搭載
- BDP用システムLSI（品番：MN2WS0150）

32nmゲートファースト・マルチVthプロセスで製造され、High-k/メタルゲートトランジスタの採用、CPUコアのクロックは486MHz。
MPEG-4 MVC対応・周辺機能の強化をしながら、LSI消費電力で約40％、実装面積で約30％の削減が謳われている。
- スマートテレビ用UniPhier-DTV（品番：MN2WS0220）

45nmプロセスで製造。メインCPUを独自開発の「AM34」の2CPU構成から、ARMの「Cortex-A9」のデュアルコア構成へと変更、最大1.4GHzで動作する。
メディアプロッサは従来同様UniPhierプロセッサだが、実行ユニットがIPP3となり、L2キャッシュをメインCPUと共有化、800MHzで動作する。
グラフィックスはOpenGL ES 2.0、OpenGL ES 1.1対応。AV入出力機能として2D-3D変換、3Dフォーマッタなどの表示制御機能を搭載し、4ポートまでのHDMIに対応。
外部メモリはDDR3-1600対応。メインCPU、メディアプロッサ、グラフィックス回路の間で共有するユニファイドメモリアーキテクチャとなっている。
- PH1-Pro4（品番：MN2WS0230）

MN2WS0220をベースに4K・多チャンネル同時処理に対応した高画質・多チャンネル対応配信向けシステムLSI。
- Blu-rayプレーヤ用システムLSI（品番：MN2WS0260）

光ディスクコントローラやDRC、タイマなどのフロントエンド部、HDMI (ver1.4) 等の周辺IFを統合。外付けメモリのデータバス幅32-bit化。CPUはAM34-SMP x2、486 MHz。
- 高性能・合理化対応スマート端末用システムLSI PH1-sLD8(品番：MN2WS0270シリーズ)

シングルコアのARM Cortex-A9と高速並列メディア処理プロセッサ (IPP3) を搭載し、新たに分散処理ソフトアーキテクチャを採用した、普及型スマート端末向けシステムLSI。
- PH1-Pro5（品番：MN2WS0300）

CPUにARM Cortex-A9 1.2GHz クアッドコア、メディアプロセッサにIPP 3.3 1.2GHzを搭載。HEVC(H.265)形式4K/60p動画のリアルタイムデコードや8K4Kへのアップコンバートに対応。
- 4Kメディア再生用 1チップLSI (品番：MN2WS03101AA)

HDCP2.2対応 HDMI2.0 Tx/ Rx のPHY内蔵。Blu-rayプレーヤーなど4K映像ボックスシステム用のアプリケーションLSI。PH1-Pro5と同じアーキテクチャを使用。

## 搭載製品
- VIERA
- DIGA
- 携帯電話
  - P901iTV パナソニックの携帯電話としては初めて搭載した機種。
  - P903iTV
  - P905i
  - P905iTV
  - P906i
  - P-01A
  - P-07A
- デジタルビデオカメラ
- REAL Blu-ray 三菱電機が2008年より販売していたブルーレイディスクレコーダー。基幹システムとしてUniPhierが搭載されていた。

## 参照
1. ↑  パナソニック・中村邦夫という聖域 東洋経済オンライン
2. ↑  「開発効率が5倍に」--松下、デジタル家電向けプラットフォームを開発 - CNET Japan
3. ↑  先祖返りするパナソニック、世界に背を向け「内向き」鮮明か　過去の成功体験への回帰 - Business Journal
4. ↑  「事業変革の取り組み」 - パナソニック株式会社
5. ↑  第170回 日本の半導体業界再編はまだ続く？：頭脳放談 - ＠IT
6. ↑  第11回：事業をつぶす気かおまえらは！(上)  - 日経クロステック（xTECH）
7. ↑  スクエニ、松下「UniPhier」にミドルウェア「SEAD Engine」を提供――デジタル家電展開への布石を - ITmedia NEWS
8. ↑  ASCII.jp：パナソニックを支える技術「UniPhier（ユニフィエ）」 (1/3) ASCII.jp
9. ↑  世界初、「High-kメタル・ゲートファースト」プロセスでシステムLSIを量産出荷開始 Panasonic